# Inundaciones de Tailandia de 2011
Mediante la temporada monzónica de 2011 se produjeron extensas inundaciones en Tailandia a causa de las crecidas de varios ríos, como el Chao Phraya, y los tributarios de la cuenca del Mekong. Desde julio, las inundaciones dejaron a más de 13 millones de personas damnificadas, causando daños estimados en más de 1.425 mil millones de baht (45,7 mil millones de dólares) y alrededor de seis millones de hectáreas bajo el agua, de las cuales 300 mil correspondieron a tierras de cultivo. Hacia octubre, las aguas alcanzaron la desembocadura del Chao Phraya y anegaron sectores de la capital, Bangkok. Las inundaciones persistieron en algunas áreas hasta mediados de enero de 2012, y produjeron 815 víctimas fatales (además de tres personas desaparecidas).
Este desastre natural fue descrito como «las peores inundaciones en términos de cantidad de agua y personas afectadas». Siete importantes zonas industriales resultaron inundadas, algunas por hasta 3 metros de altura. El Banco Mundial estimó que las inundaciones en Tailandia en 2011 fueron a la fecha el cuarto desastre más costoso, superado solamente por el terremoto y tsunami de Japón de 2011, el  terremoto de Kobe de 1995, y el huracán Katrina de 2005.

## Antecedentes

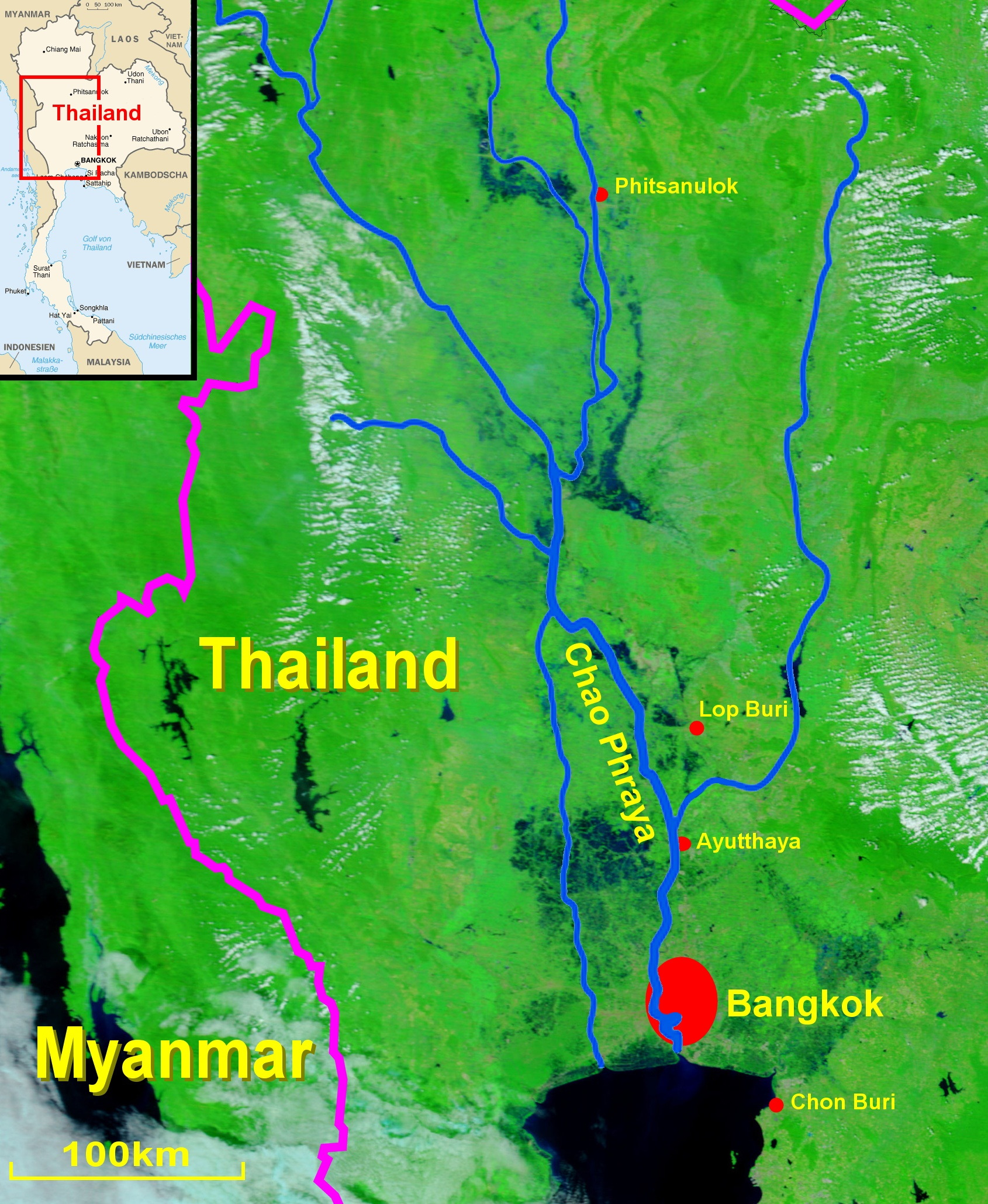
Situación normal de la cuenca del Chao Phraya en 2008.

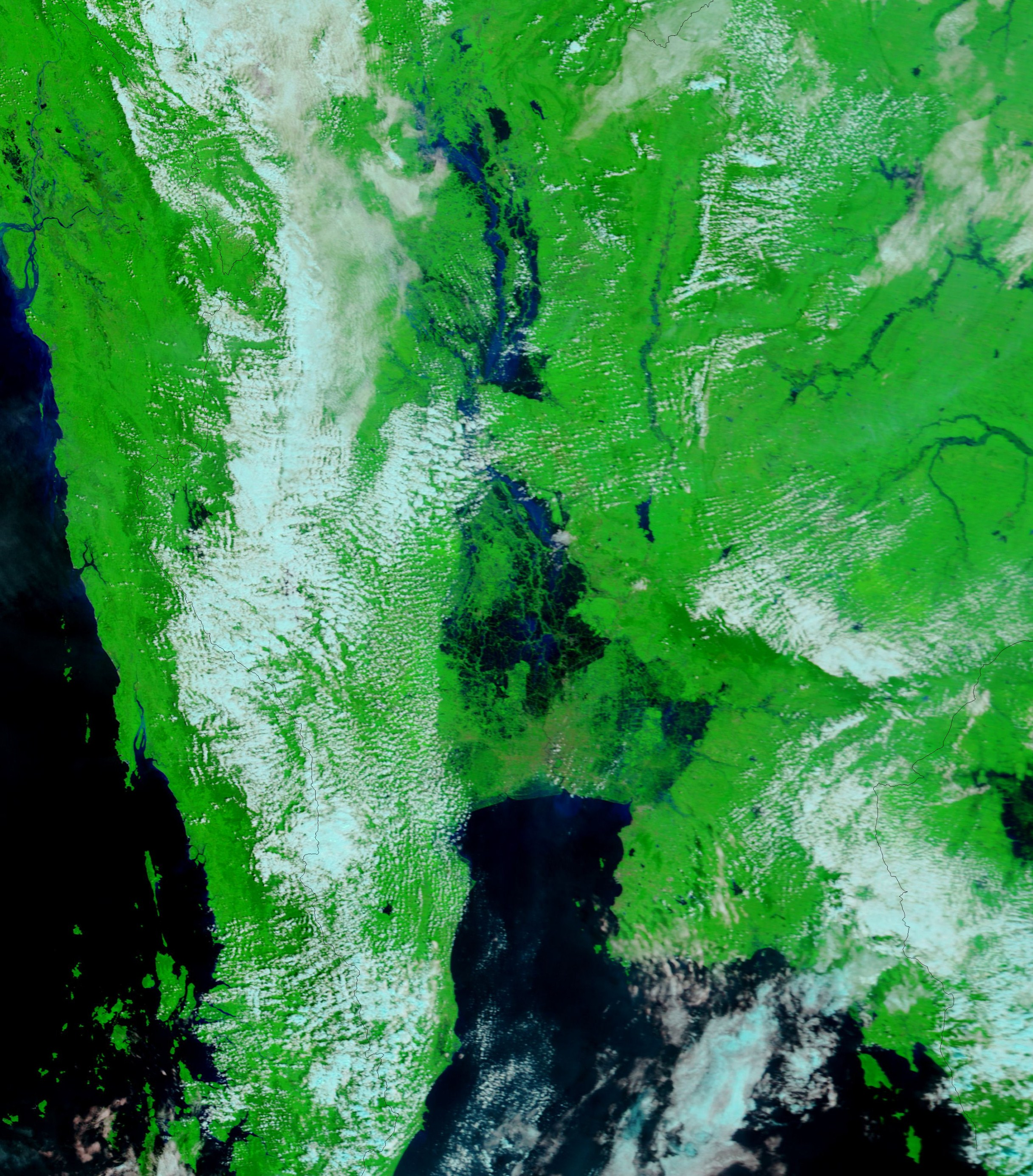
Imágenes satelitales en falso color mostrando la extensión de la inundación al 19 de octubre de 2011; el agua se muestra en azul oscuro.

Varias regiones de Tailandia son proclives a inundaciones estacionales típicas del clima tropical seco. Ocurren en el norte del país y se propagan por el Chao Phraya a través de las planicies centrales, en el nordeste a lo largo de los ríos Chi y Mun fluyendo hacia el Mekong, o en las colinas costeras de Tailandia del Sur. Los restos de las tormentas tropicales que azotan Vietnam o el sur peninsular comúnmente incrementan las precipitaciones, resultando en un riesgo mayor de inundaciones. Se han implementado sistemas de control de drenaje, incluyendo diques múltiples, canales de riego y de áreas de protección de detención, pero son insuficientes para prevenir el daño de las crecidas de los ríos, especialmente en las áreas rurales. Múltiples esfuerzos, que incluyen un sistema de túneles de drenaje, comenzaron en 2001, y han sido implementadas para prevenir anegamientos en Bangkok, que se encuentra cerca de la desembocadura del Chao Phraya y es propensa a sufrir inundaciones, teniendo un éxito considerable, pues la capital sólo ha sufrido inundaciones breves y menores desde la gran inundación de 1995. Otras regiones, sin embargo, han sufrido graves inundaciones, como en 2010.

## Inundaciones
Las principales crecidas de ríos se originaron luego que la tormenta tropical Nock-ten tocara tierra en el norte de Vietnam, causando fuertes precipitaciones en el norte y noreste de Tailandia que provocaron inundaciones repentinas en muchas provincias el 31 de julio. En la primera semana, se reportaron trece fallecidos, con inundaciones en las provincias de Chiang Mai, Lampang, Lamphun, Mae Hong Son, Nan, Phrae, y Uttaradit en el norte, y Bueng Kan, Nakhon Phanom, Nong Khai, Sakon Nakhon y Udon Thani en el alto noreste. Las provincias centrales de Phichit, Phitsanulok y Sukhothai también sufrieron inundaciones producto del desborde de los ríos Yom y del Nan. Prachuap Khiri Khan en la costa también fue afectada.
Las inundaciones continuaron a fines de agosto, mientras se pronosticaban más lluvias fuertes de lo usual debido a los efectos de La Niña. El agua alcanzó los 50 cm de altura en el centro de la ciudad de Nan y se convirtió en el más alto registro en los últimos 16 años en la provincia de Phitsanulok, mientras que extensas áreas en las provincias de Nakhon Sawan, Ang Thong, Ayutthaya y Nakhon Nayok se han visto incrementalmente afectadas y la cifra de fallecidos se continuó elevando a 37 al 22 de agosto. Las represas de Bhumibol y Sirikit debieron aumentar sus tasas de descarga para compensar los crecientes flujos de entrada.
Al 19 de septiembre, casi la totalidad de las provincias bajas del centro del país se encontraban afectadas por las inundaciones, i.e. Uthai Thani, Chai Nat, Sing Buri, Ang Thong, Suphan Buri, Ayutthaya, Pathum Thani y Nonthaburi, estas dos últimas situadas en la frontera norte de Bangkok. La rotura de compuertas resultó en que el agua contenida del Chao Phraya fluyera a través de los canales de regadío e inundara una enorme zona de arrozales en Sing Buri, Ang Thong y Ayutthaya, lo que, sin embargo, contribuyó a disminuir la presión de una eventual inundación en Bangkok, ya que los campos de arroz sirvieron de áreas de retención de las aguas. Fueron utilizadas embarcaciones que navegaron en contra de la corriente del río, las que fueron ancladas en un intento de aumentar la tasa de descarga del río.
A inicios de octubre, la mayoría de los diques se encontraban cerca o por sobre de su capacidad máxima, y fueron forzados a incrementar sus tasas de descarga, potencialmente empeorando las inundaciones aguas abajo. La ciudad histórica de Ayutthaya, antigua capital del reino de Siam, se ha mantenido anegada durante varias semanas, corriendo el riesgo de derrumbe de sus templos y monumentos, declarados por la UNESCO como Patrimonio de la Humanidad. Las barreras de protección de las zonas industriales fracasaron, resultando en la inundación de decenas de grandes fábricas y en la interrupción de las cadenas de suministro a nivel nacional. El 10 de noviembre, el Departamento para la Prevención y Mitigación de Desastres Naturales informó que 24 de las 77 provincias del país continuaban parcialmente anegadas, siendo más crítica la situación en la provincia de Nakhon Sawan, situada al oeste de Bangkok. La crecida del nivel del agua en Nakhon Sawan hizo intransitable la autopista que conecta la meseta central con el sur del país, con lo que Bangkok quedó casi sitiada por las inundaciones.

## Daños

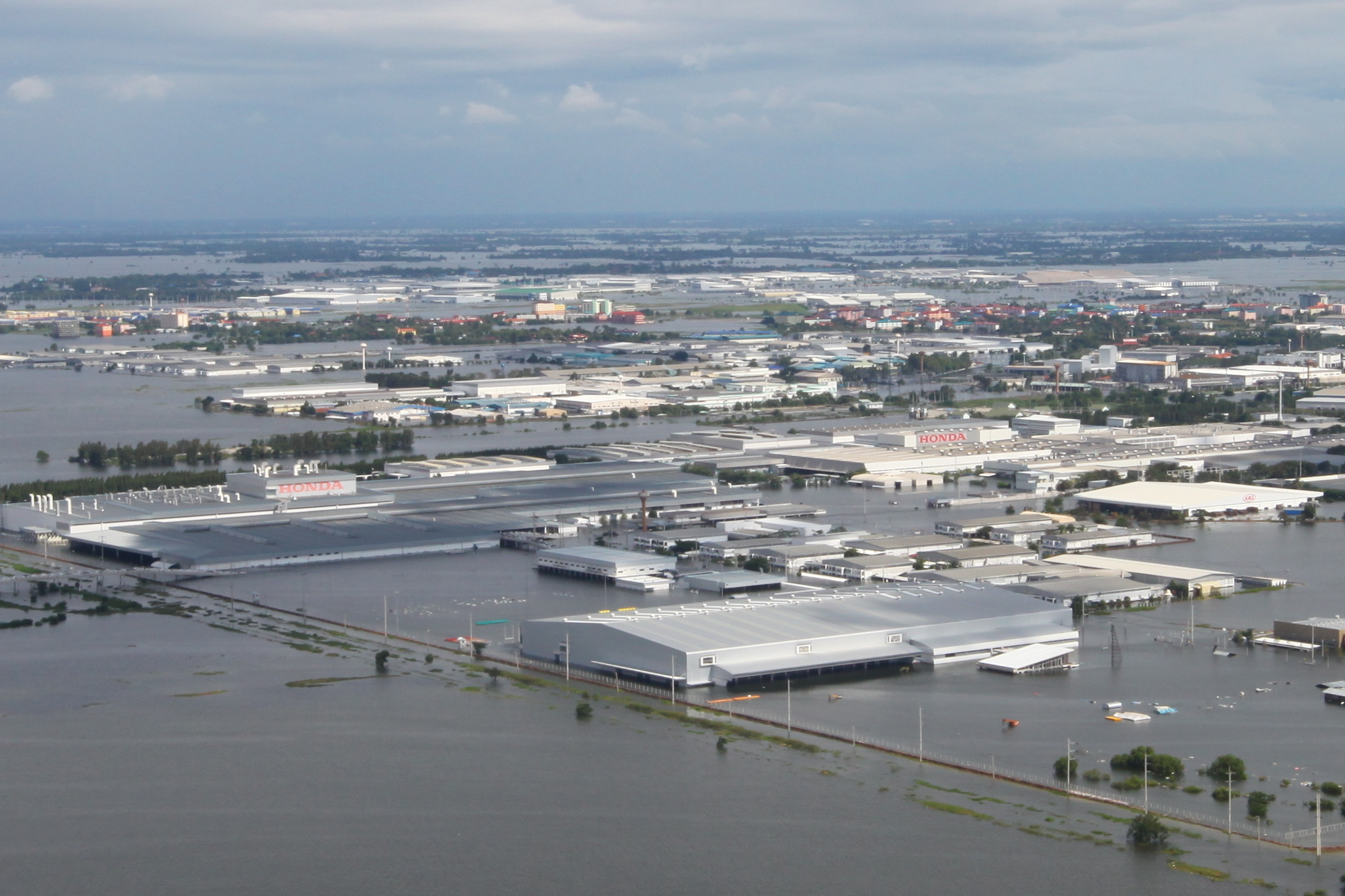
Varias zonas industriales se vieron gravemente afectadas por las inundaciones, lo que resultó en interrupciones productivas y una escasez global de suministros.

Las inundaciones fueron descritas como "las peores inundaciones en términos de cantidad de agua y personas afectadas", dejando un saldo de 13,6 millones de personas damnificadas. Se estimaron daños por al menos 185 mil millones de baht se acuerdo a cifras de la Federación de la Industria Tailandesa, incluyendo 95 mil millones de baht en la industria, 25 mil millones de baht en la agricultura y 65 mil millones de baht en daños a viviendas. Una gran parte de los daños se derivan de los efectos sobre la industria manufacturera, con 930 fábricas en 28 provincias afectadas, incluyendo varias zonas industriales inundadas en las provincias de Ayutthaya y Pathum Thani. Se estima que las inundaciones han resultado en que la economía tailandesa haya decrecido entre un 0,6 y un 0,9 por ciento, y que el perjuicio a la mediana y pequeña empresa ascienda a cerca de 25 mil 819 millones de dólares. Las escuelas se vieron forzadas a adelantar el cierre de clases, estando 1 053 de ellas afectadas al 19 de septiembre.
El 8 de octubre, la defensa contra el agua de 10 metros de altura de la zona industrial de Nikom Rojna, que alberga a muchas plantas de fabricación, se había derrumbado. La fuerte corriente ha interferido en las labores de reconstrucción y dio como resultado que toda la zona haya quedado fuera de servicio. Una de las plantas de fabricación, Honda, quedó prácticamente inaccesible, al igual que otras industrias que resultaron afectadas, como Toyota, Nikon, Sony y Western Digital. Esta última, el mayor fabricante de discos duros del mercado, debió cerrar todas sus factorías en Tailandia, repercutiendo en la producción global de computadores y unidades de procesamiento gráfico.
A inicios de noviembre, la inundación ya había alcanzado a Bangkok, anegando, según cifras oficiales, cerca del 20% de la superficie de la ciudad.  Estimaciones gubernamentales indicaron que al 8 de noviembre, unas 800 mil personas de los barrios periféricos de la capital se encontraban afectadas, con calles cubiertas por sobre un metro de agua. Para la protección del centro financiero de Bangkok, el gobierno debió derivar hacia la periferia de Bangkok el agua proveniente de las inundaciones del norte. La primera ministra Yingluck Shinawatra prometió que las zonas estarían secas antes de finales de año.

## Labores de emergencia y ayuda humanitaria

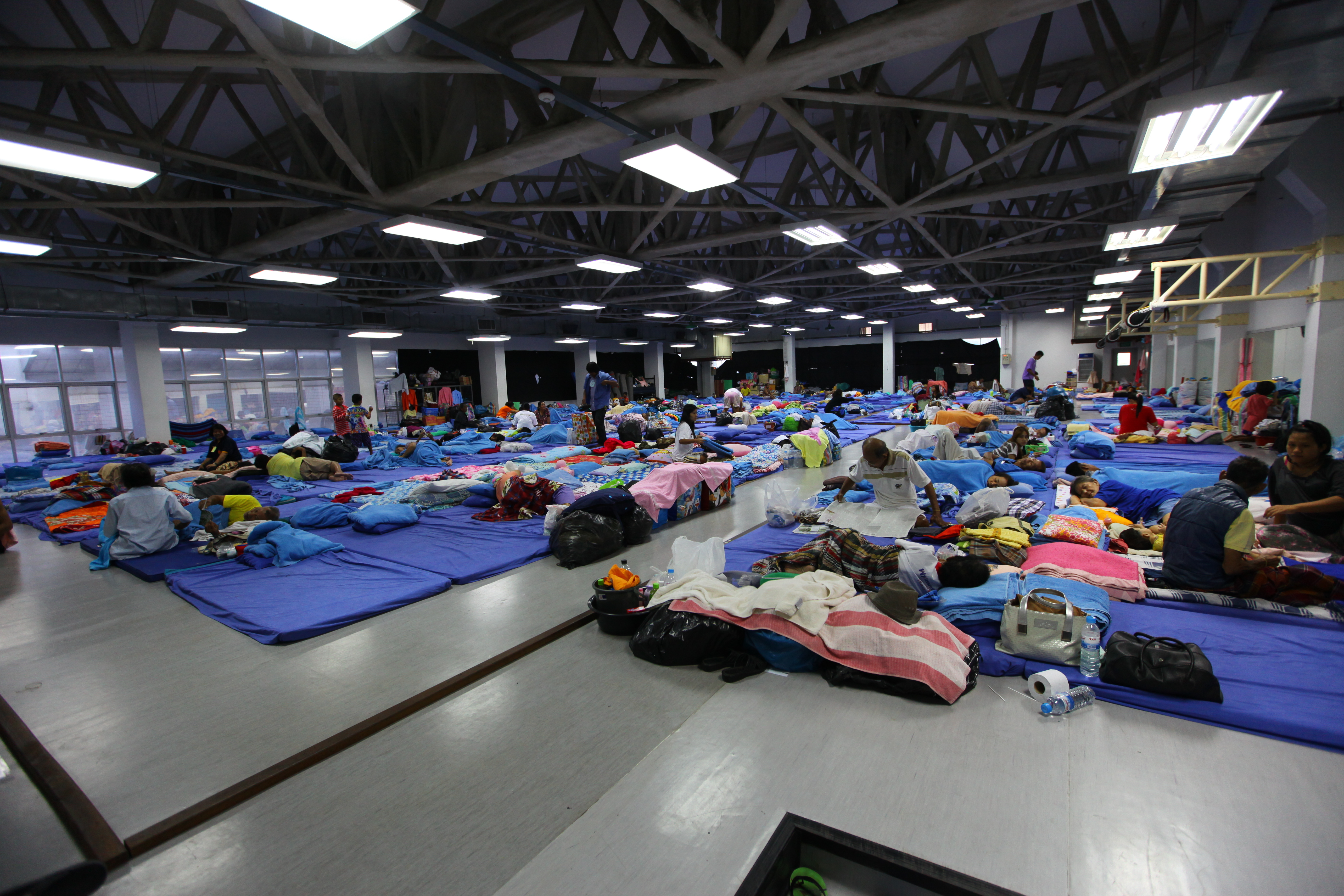
Albergue para damnificados en un estadio de Bangkok.

El monitoreo centralizado de las inundaciones y las operaciones de socorro comenzaron a mediados de agosto. La entonces recién nombrada primera ministra Yingluck Shinawatra viajó a las provincias inundadas desde el 12 de agosto y asignó a miembros del gabinete y parlamentarios para visitar a las personas afectadas, prometiendo apoyo a las organizaciones de la administración local. Se estableció un centro de operaciones de emergencias el 20 de agosto, dependiendo del Departamento de Prevención y Mitigación de Desastres del Ministerio del Interior para coordinar las labores de alerta y socorro público. El gobierno destinó fondos adicionales en los presupuestos de las provincias afectadas para enfrentar las labores de ayuda, y anunció que se destinarían cerca de 100 mil millones de baht ($3,3 mil millones de dólares estadounidenses) para las labores de reconstrucción.
Las Reales Fuerzas Armadas de Tailandia fueron movilizadas para distribuir ayuda a los damnificados, al igual que varios grupos y organizaciones civiles que participaron con voluntarios empacando kits de subsistencia y prestando ayuda a algunas áreas. Un centro de operaciones de ayuda fue instalado en el aeropuerto internacional Don Mueang para coordinar el envío de auxilio. El estadio del campus Rangsit de la Universidad de Thammasat fue puesto a disposición para albergar evacuados, principalmente de Ayutthaya. 
En Bangkok, que cuenta con una población de nueve millones, cerca de 11 mil personas se encontraban alojadas en centros de evacuación al 2 de noviembre, pero fueron muchos más los afectados por las crecidas. Solamente en el distrito de Don Mueang, que según el gobierno se encontraba 100% inundado, vivían a la fecha 166.000 personas. El 10 de noviembre, autoridades del Departamento de Irrigación anunciaron que se llevarían a cabo labores de drenaje del agua que inunda varios distritos cercanos al centro de la capital, tras conseguir desviar al mar más de 8 500 millones de metros cúbicos. Dos semanas después, cinco de los siete polígonos industriales del norte de Bangkok habían sido drenados y 47 de sus 93 fábricas habían retomado la actividad.
En noviembre, el gobierno central aprobó un fondo de 11 112 millones de baht (alrededor de unos 362 millones de dólares o 260 millones de euros) para paliar los efectos de las inundaciones, destinándose el 98% de los recursos para paliar las primeras necesidades de las familias afectadas, a través de la entrega de un subsidio familiar de 5 mil baht (unos 160 dólares o 118 euros), o de 30 mil baht (977 dólares o 710 euros) más para aquellas familias que tengan que reparar su vivienda. Otros 112,8 millones de baht (3,67 millones de dólares o 2,67 millones de euros) se utilizarían para rehabilitar los parques industriales anegados por el agua. Por otra parte, el Ejecutivo contempla reducir desde el año 2012 un 23% el conjunto de los impuestos corporativos a las empresas, para compensar las pérdidas ocasionadas por las inundaciones.

## Galería

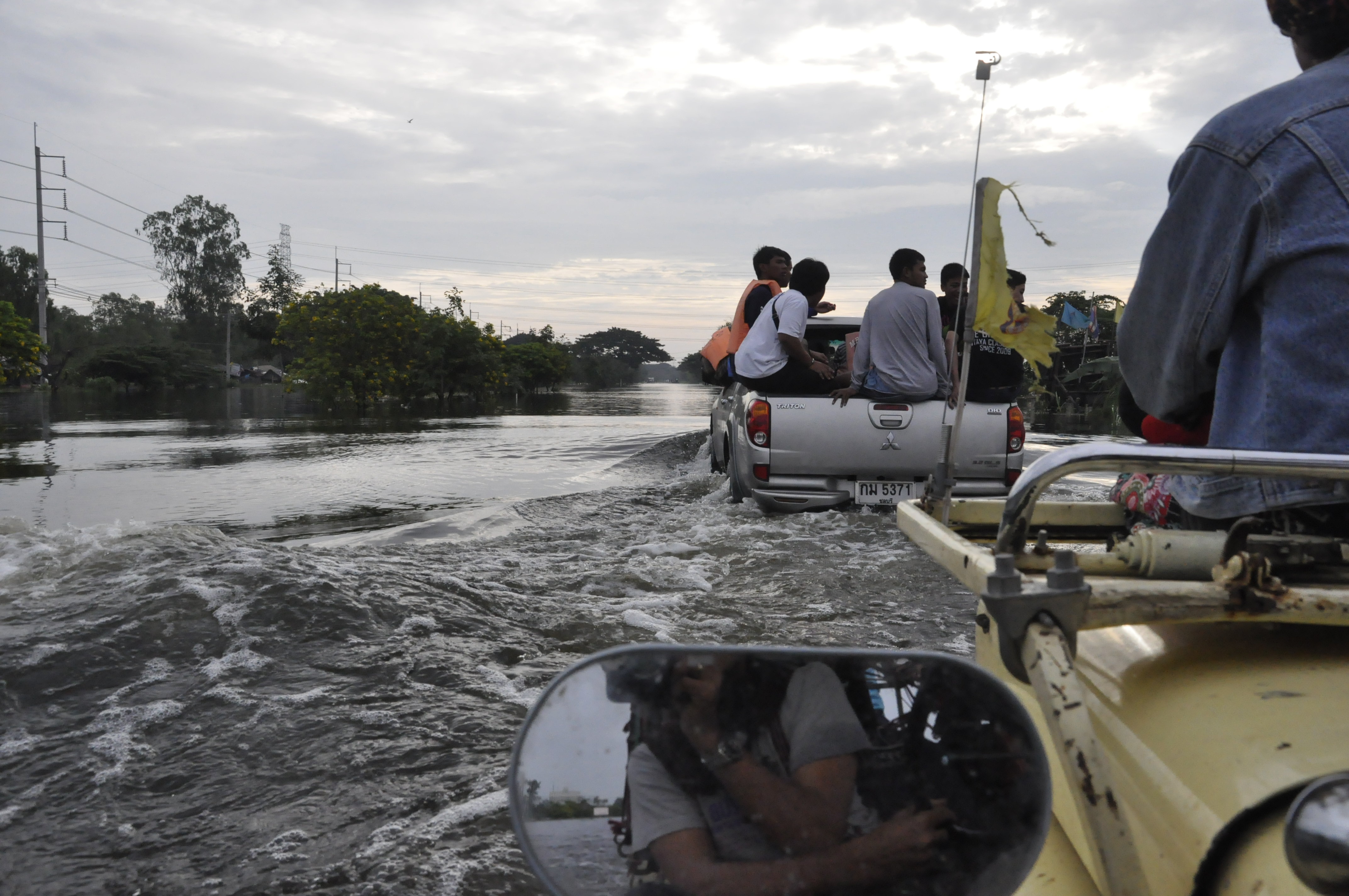
Carretera inundada en Ayutthaya.
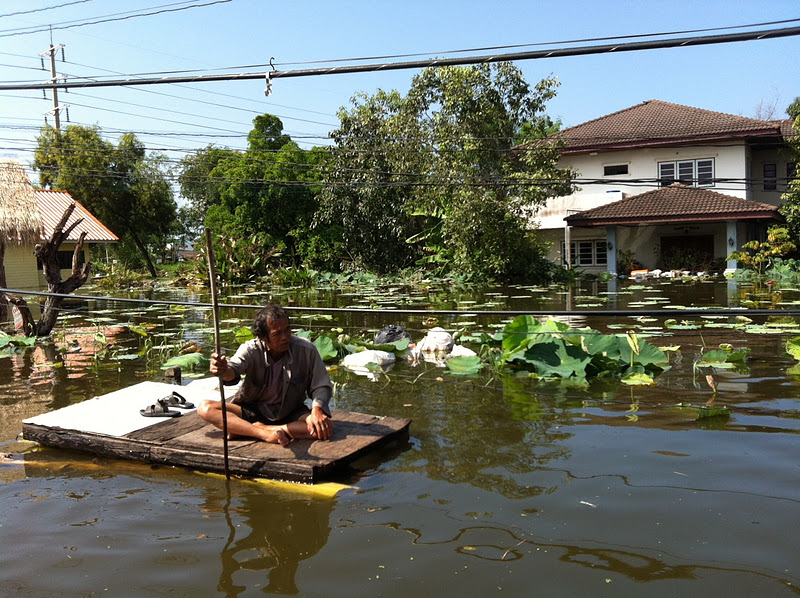
Hombre sobre una balsa frente a su casa inundada en Pathum Thani el 31 de octubre.
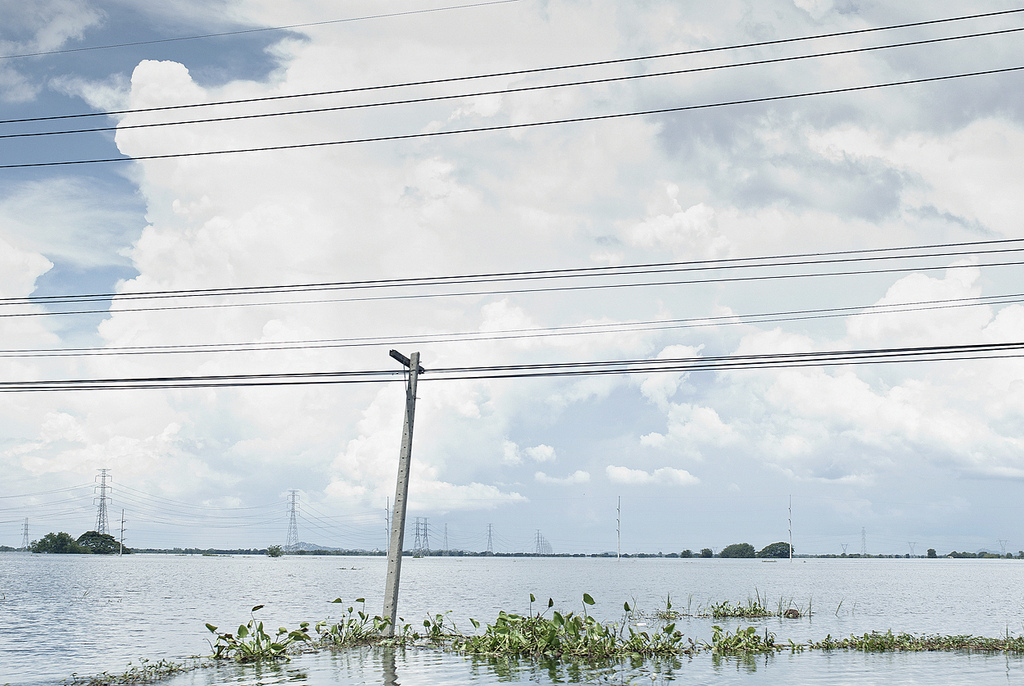
Inundaciones en la provincia de Lopburi.
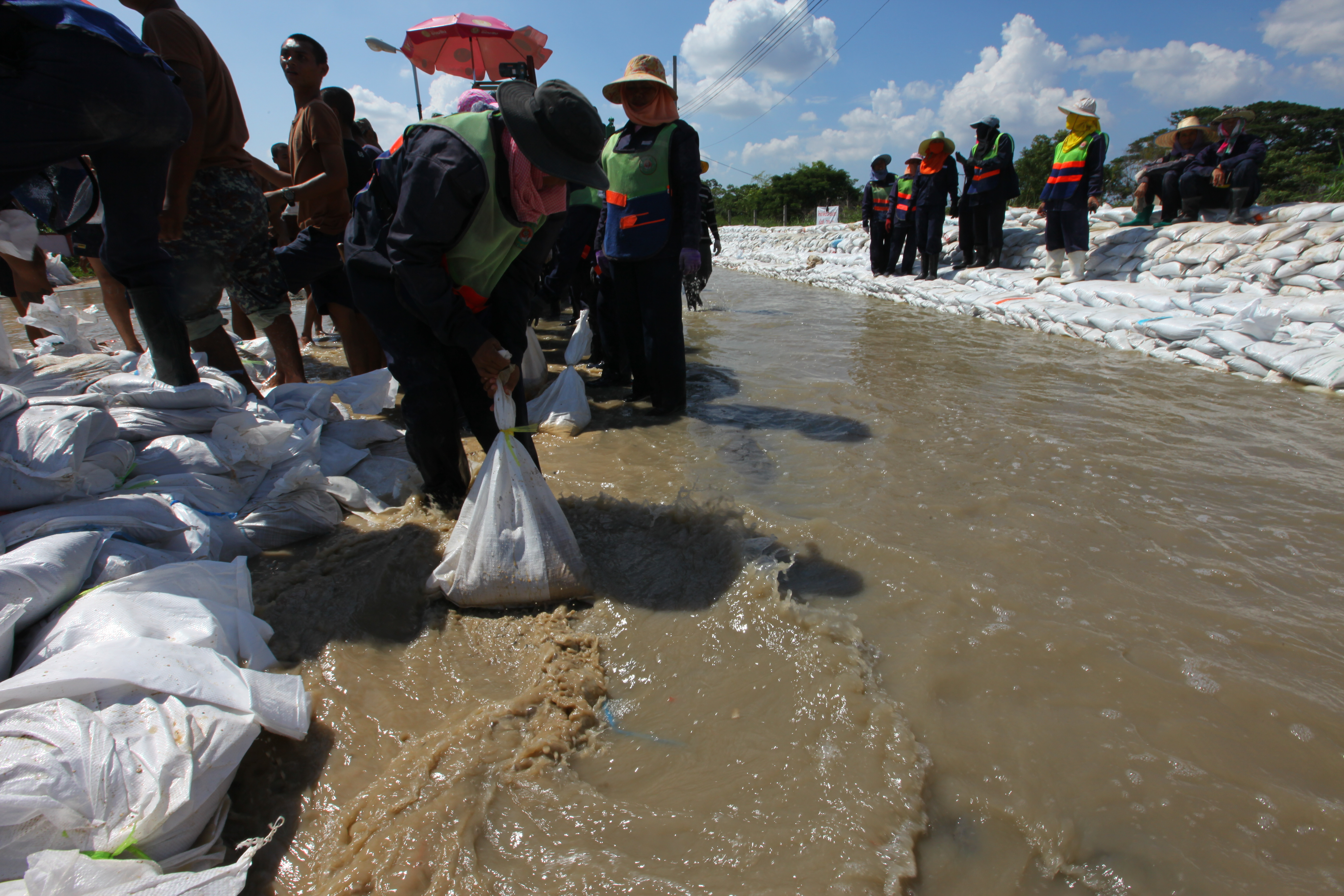
Una gran cantidad de barreras de sacos de arena fueron construidas para controlar las inundaciones en los suburbios de Bangkok.